# L'ultimo regalo
L'ultimo regalo (The Ultimate Gift) è un film del 2006, diretto da Michael O. Sajbel. Nel 2013 ne è stato prodotto un sequel, L'ultima ricchezza, diretto da Michael Landon Jr.

## Trama
Howard Stevens, alla sua morte, ha lasciato una serie di cose che i parenti non gradiscono, mentre al nipote Jason, un ragazzo viziato che vive di sperperi ed eccessi, non cede nulla. In compenso, Jason dovrà compiere 12 azioni che gli conferiscono 12 doni diversi, guidato dal signor Hamilton e dalla signora Hastings. Per iniziare, Jason si reca a lavorare in un ranch del Texas di proprietà di Gus, un vecchio conoscente del nonno. Durante il viaggio in aereo, scopre che non può viaggiare in prima classe, come è abituato a fare.
Al suo ritorno, gli vengono tolti tutti i suoi averi, tra cui l'appartamento, l'automobile, e gli viene prosciugata la sua carta di credito, cosicché durante una cena sontuosa, sarà costretto a chiedere alla sua ragazza, Caitlin, di pagare il conto. Jason chiede aiuto a sua madre, ma lei rifiuta in quanto le è stato ordinato di non aiutare il figlio.
Senza un soldo e una casa, Jason è costretto a dormire in una panchina di un parco, dove conosce Alexia e la figlia Emily, una ragazza affetta da leucemia, con cui vuole fare amicizia solo per ottenere il dono successivo. Il rapporto è inizialmente conflittuale, in quanto l'amicizia era limitata alla "scommessa", al desiderio di ottenere il dono, ma Jason ha intenzione di aiutare le due nella maniera in cui può e viene incoraggiato da Emily a intrattenere una relazione con Alexia.
Durante un viaggio in Ecuador, Jason scopre com'è morto il padre: l'aereo su cui il padre stava viaggiando si era schiantato. Jason  viene poi catturato da un gruppo di trafficanti di droga, che lo trattengono anche per le festività natalizie.
Dopo aver ottenuto tutti i 12 doni, a Jason vengono donati 100000000 $ da spendere a suo piacimento, in più gli vengono restituiti tutti i suoi averi. Con questi soldi, Jason decide di costruire un ospedale per persone affette da malattie, denominato "La casa di Emily", ma prima della costruzione, Emily muore. Dopo l'avvio della costruzione, Jason viene convocato da Hamilton che sostiene che per essere andato oltre le aspettative e aver compiuto azioni al di là delle richieste del nonno, si meritava ben 2000000000 $.

### I dodici doni
- Il dono del lavoro
- Il dono dei soldi
- Il dono dell'amicizia
- Il dono dell'insegnamento
- Il dono dei problemi
- Il dono della famiglia
- Il dono del sorriso
- Il dono dei sogni
- Il dono della generosità
- Il dono della gratitudine
- Il dono del giorno
- Il dono dell'amore